# Matthias Goddek
Matthias Goddek (* 5. September 1986 in Köln, Nordrhein-Westfalen) ist ein ehemaliger deutscher Basketballspieler. Der 1,96 m große Point Guard / Shooting Guard bestritt für Bayer Leverkusen sowie die Düsseldorf Giants 70 Spiele in der Basketball-Bundesliga.

## Leben
Goddek spielte in Leverkusen bereits in den Jugendmannschaften und wurde im Jahr 2006 an der Seite von Tim Ohlbrecht, Richard Poiger und Lucas Welling deutscher Meister in der Altersklasse „U20“. 2006/07 schaffte Goddek den Sprung in den Profikader der Bayer Giants Leverkusen und wurde in neun Spielen in der höchsten Spielklasse des deutschen Basketballs eingesetzt. Seinen Durchbruch schaffte er in der darauffolgenden Spielzeit, als er ein fester Teil der Rotation wurde und in 20 Spielen knapp drei Punkte pro Partie auflegen konnte. Anschließend mussten die Giants aufgrund des Rückzugs der Bayer AG als Hauptsponsor den Gang in die Regionalliga West antreten.
Matthias Goddek ging zu den Giants Düsseldorf, die die Bundesligalizenz der Bayer Giants Leverkusen erwerben hatten. In der Spielrunde 2008/09 hatte der gebürtige Kölner mit Verletzungsproblemen zu kämpfen und konnte trotzdem 14 Mal (1,4 PpS) für die Landeshauptstädter Nordrhein-Westfalens in der Bundesliga antreten. In der ersten BBL-Saison gelang den Düsseldorfern der Klassenerhalt. Als Doppellizenzspieler gelang Goddek mit den Bayer Giants der Aufstieg in die 2. Bundesliga ProB. 2009/10 war die statistisch gesehen beste Saison für Matthias Goddek in der Bundesliga. 2,9 Punkte pro Spiel und 0,5 Assists pro Begegnung bedeuteten Karrierebestwerte, gleiches gilt für seine Spielzeit die erstmals fast neun Minuten pro Partie betrug (27 Spiele). Die Düsseldorf Giants mussten in dieser Saison den Abstieg in die ProA antreten konnten jedoch eine Wildcard für die BBL erwerben.
Goddek wechselte von Düsseldorf nach Leverkusen. Verletzungsbedingt spielte er keine Partie für den Basketball Rekordmeister in der ProB-Nord bis zum Ende des Jahres 2010. Der Vertrag wurde im Januar 2011 im gegenseitigen Einvernehmen aufgelöst. In der Spielrunde 2011/12 unterschrieb Goddek unter seinem Mentor und dem Trainer der Bayer Giants Leverkusen, Achim Kuczmann, einen Vertrag. Matthias Goddek war im erweiterten Kader der deutschen A2-Basketballnationalmannschaft für die Universiade 2008 unter Bundestrainer Frank Menz nominiert.
Einen Rekord in der ProB brach Goddek am 15. Januar 2012 in der heimischen Smidt-Arena gegen die Herzöge Wolfenbüttel, als er von elf Dreipunktversuchen gleich zehn Stück im Korb unterbrachte.
Nach dem Ende der regulären Spielzeit hatte Matthias Goddek 11,8 Punkte pro Spiel, 1,2 Korbvorlagen und 2,8 Rebounds je Begegnung auf dem Statistikbogen vorzuweisen.
Im September 2015 beendete er aufgrund einer Fußverletzung seine Basketball-Laufbahn, nachdem er zuvor als Mannschaftskapitän der Rheinländer fungierte.